# Stictomyia punctata
Stictomyia punctata är en tvåvingeart som beskrevs av Daniel William Coquillett 1900. Stictomyia punctata ingår i släktet Stictomyia och familjen fläckflugor.
Artens utbredningsområde är Texas. Inga underarter finns listade i Catalogue of Life.